# St. Peter und Paul (Tonndorf)

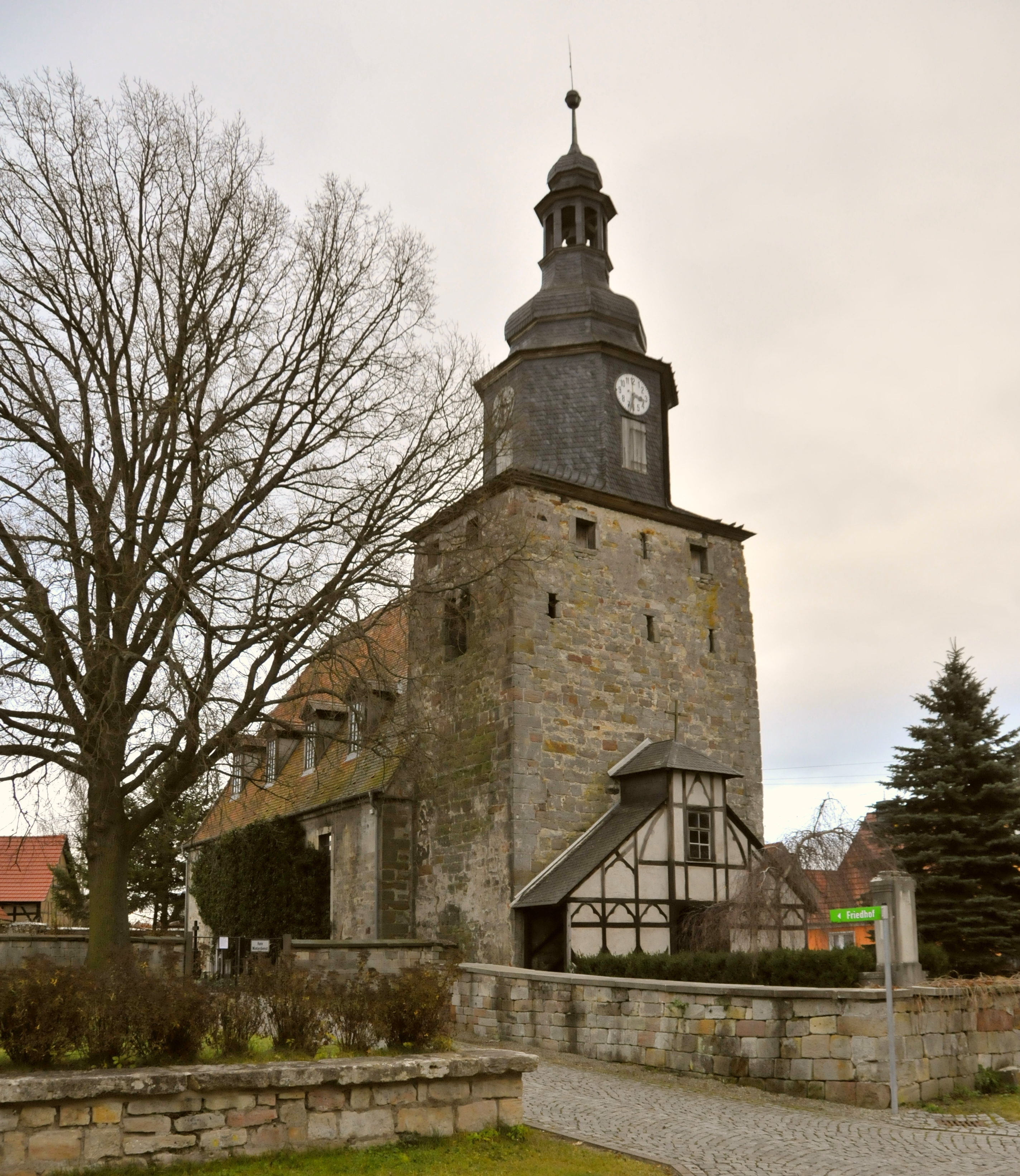
St. Peter und Paul

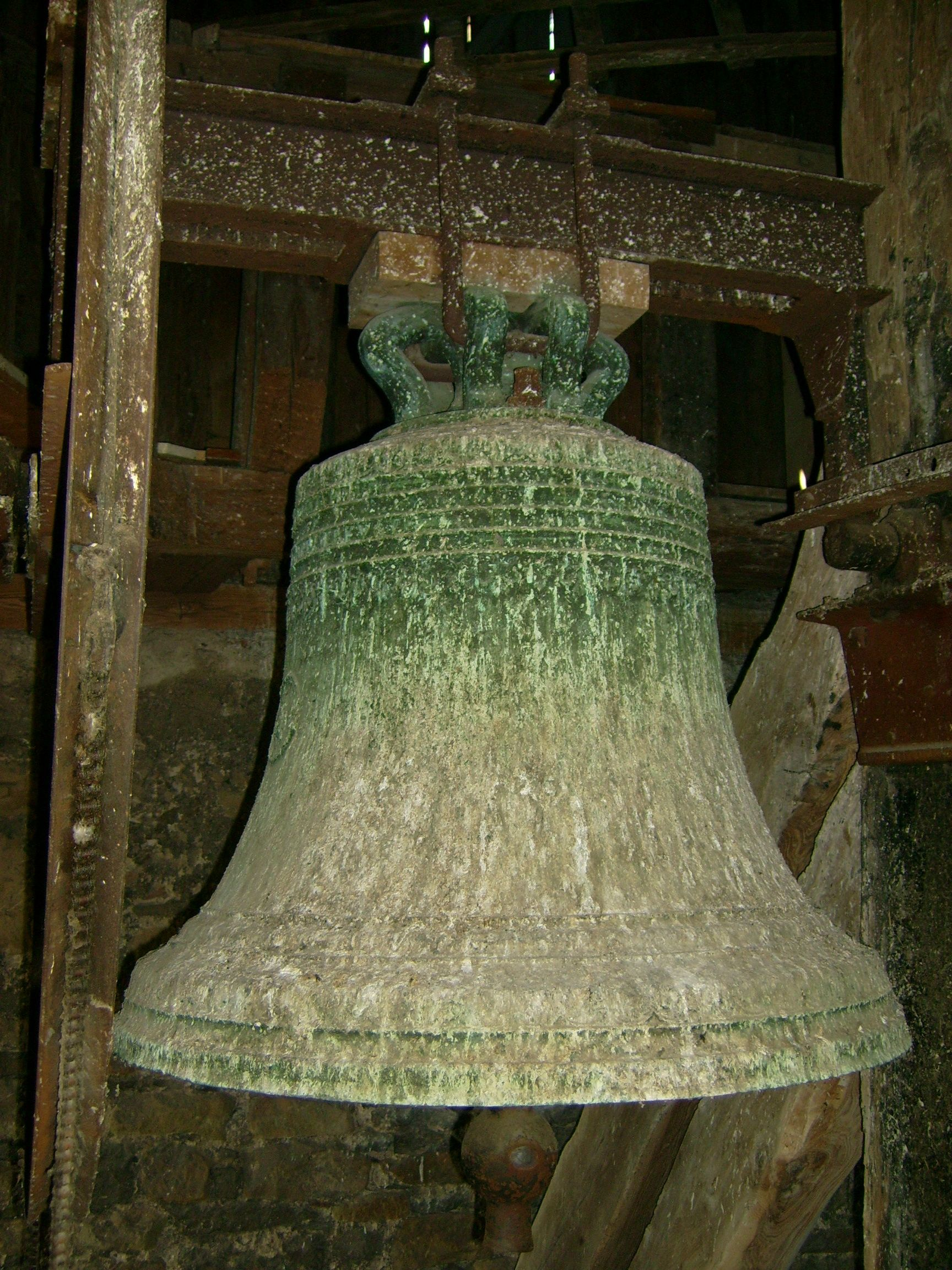
Pappe-Glocke

Die evangelische Dorfkirche St. Peter und Paul steht in der Gemeinde Tonndorf im Landkreis Weimarer Land in Thüringen. Sie gehört zum evangelisch-lutherischen Kirchspiel Kranichfeld im Kirchenkreis Weimar der Evangelischen Kirche in Mitteldeutschland.

## Lage
Die Dorfkirche befindet sich im südlichen Dorf am Rand einer Anhöhe zum Talkessel um Hohenfelden und Nauendorf.

## Geschichte
Der querrechteckige Kirchturm aus dem 12. Jahrhundert, der zu einem romanischen Vorgängerbau gehörte, und zwei im Erdgeschoss befindliche Grabplatten aus vorkarolinischer Zeit um 800 sind die ältesten Zeugen dieser Siedlung und der Kirche.
Das Langhaus geht auf einen Umbau im Jahre 1494 zurück. In ihm steht ein Flügelaltar aus der Schlosskapelle des Tonndorfer Schlosses. Der barocke Turmhelm stammt von 1734.
Das Geläut im Turm vereint eine 1684 gegossene Bronzeglocke von Jacob Pappe (Erfurt) mit zwei 1966 gegossenen Bronzeglocken der Firma Franz Schilling Söhne (Apolda). Auf der Pappe-Glocke ist zu lesen: /AN GOTTES SEGEN IST ALLES GELEGEN/ VERBVM DOMINI MANET IN AETERNUM//HANC CAMPANAM CONFLAV LI IN NOMINE SS. TRINITATIS IACOB PAPPE ERFVRTH//ANNO 1684/.
Die Orgel wurde 1775 von Joh. Friedrich Hartung (Schloßvippach) mit 25 Registern auf zwei Manualen und Pedal in einem barocken, blütenverzierten Prospekt gebaut. Die 1917 abgelieferten Prospektpfeifen wurden 1953-58 von W. Sauer (Frankfurt/Oder) neu gefertigt und von Paul Laubs (Erfurt-Gispersleben) eingebaut.